# Эрзянь правда
«Эрзянь правда» (с эрз. — «Эрзянская правда») — республиканская газета на эрзянском языке, издающаяся в Мордовии. Учредителями являются правительство и Государственное Собрание Мордовии.
В газете публикуются материалы о социальных, политических и экономических событиях республики, а также освещаются вопросы языка и культуры эрзянского народа.
Выходит 1 раз в неделю на 16 полосах формата А3. Тираж 3250 экземпляров. В 1970-е годы тираж составлял 7 тыс. экземпляров.
Газета выходит с 1921 года. Первоначально называлась «Якстере теште» («Красная Звезда») и печаталась на эрзянском и мокшанском языках. С 1924 года — только на эрзянском. Выходила в Москве. В 1930 году редакция переехала в Саранск. В 1931 году название газеты было изменено на «Эрзянь коммуна» («Эрзянская коммуна»). Современное название — с 1957 года.  В 1971 году награждена орденом «Знак Почёта».